# Eduard August Schroeder
Edward August Schroeder (niem. Eduard August Schroeder) (ur. 25 maja 1852 w Cieszynie, zm. 16 lutego 1928 w Cieszynie) – niemiecki prawnik, ekonomista i działacz społeczny, twórca tzw. socjalizmu prawa.
Potomek rodziny, która pod koniec XVIII wieku przeniosła się z Fryzji do monarchii Habsburgów. W Cieszynie osiedlił się jego dziadek, Jan. Eduard August był najstarszym synem kupca Edwarda i Marii z domu Girtler.
Ukończył Szkołę Główną oraz katolickie gimnazjum w Cieszynie, następnie kształcił się w Bawarii i na Węgrzech. W 1874 roku pod pseudonim „Edward August von der Olsa” („Edward August znad Olzy”) wydał tomik wierszy pt. Tropfen aus Mimer. W 1879 roku powrócił do Cieszyna. W listopadzie tego roku w rodzinnym mieście otworzył księgarnię. Później obok księgarni utworzył czytelnię. Zajął się też działalnością wydawniczą (z okazji setnej rocznicy podpisania pokoju cieszyńskiego wydał książkę K. Raddy na ten temat). Inicjator i współorganizator Śląskiej Krajowej Wystawy Przemysłowej i Rolniczej w Cieszynie (1880). Wystawę otworzyło odśpiewanie pieśni Mein Schlesien (Mój Śląsk) autorstwa Schroedera.
Po śmierci ojca, sprzedał księgarnię Jerzemu Kotuli (1883) i rozpoczął studia prawnicze na Uniwersytecie Wiedeńskim. Po zakończeniu studiów, odrzucił propozycję wykładania w Waszyngtonie, i powrócił do Cieszyna. W rodzinnym mieście w 1886 roku otworzył prywatną szkołę handlową. Stała się ona najbardziej znaną cieszyńską prywatną szkołą handlową w tym czasie.
Założyciel Towarzystwa Łowieckiego i Rybackiego, członek Rady Miejskiej od 1897 do 1903 roku, Rady Szkolnej oraz Komory Handlowej i Przemysłowej w Opawie. Dyrektor cieszyńskiego banku Towarzystwa Gospodarczego (Gewerbe-Verein).
Cały czas prowadził działalność naukową, której owocem było kilkanaście książek. Jedna z nich, Prawo wolności (Das Recht der Freiheit), została przetłumaczona m.in. na język angielski i japoński. Wywarła wpływ na poglądy Woodrowa Wilsona. Eduard August Schroeder był członkiem Międzynarodowego Zjednoczenia Porównawczej Nauki o Prawie i Gospodarce ludowej.
Z pochodzenia Niemiec, atakowany przez część polskich publicystów (m.in. w „Gwiazdce Cieszyńskiej”), podkreślał swoisty charakter Śląska Cieszyńskiego, związany z niemiecką kulturą, aczkolwiek od niej różny. Po upadku Austro-Węgier głosił hasło „Śląsk dla Ślązaków”. Swoje przekonania zawarł w broszurze Memoriał na temat samostanowienia cieszyńskiego kraju wydanej w 1919 roku.

## Publikacje
- Tropfen aus Mimer (1874) - tomik wierszy
- Dzieciątko (Christkindl) (1879)
- Przedsiębiorstwo i zysk przedsiębiorcy (Das Unternehmen und der Unternehmergewinn von historischen, theoretischen und praktischen Standpunkt) (1884)
- Nauka o gospodarstwie ludowym (Die Volkswirtschaftslehre) (1885) - w drugim wydaniu książka ukazała się pod tytułem Ekonomia polityczna (Die politische Ökonomie)
- Prawo w błędnym rozumieniu (Das Recht im Irrenwesen) (1890)
- Prawo w porządku rodzajowym (Das Recht in der geschlechtlichen Ordnung) (1893)
- Prawo gospodarki (Das Recht der Wirtschaft) (1896)
- Prawo wolności (Das Recht der Freiheit) (1901)
- Zur Bezeichnung pommerscher Münztypen des 16. und 17. Jahrhunderts (1913)
- Memoriał na temat prawa samostanowienia cieszyńskiego kraju (Denkschrift zum Selbstbestimmungsrechte des Teschner Landes) (1919)